# Villar del Ala
Villar del Ala település Spanyolországban, Soria tartományban. Villar del Ala Valdeavellano de Tera, Rollamienta, Rebollar, Soria, Garray, El Royo és Sotillo del Rincón községekkel határos. Lakosainak száma 50 fő (2024).

## Népesség
A település népessége az elmúlt években az alábbi módon változott:
| Lakosok száma | 59   | 57   | 62   | 58   | 56   | 52   | 53   | 51   | 48   | 50   |
|               | 2001 | 2004 | 2007 | 2009 | 2012 | 2014 | 2017 | 2019 | 2022 | 2024 |